# Kostel svaté Máří Magdaleny (Zubrnice)
Římskokatolický farní kostel svaté Máří Magdaleny v Zubrnicích je barokní sakrální stavba. Od roku 1963 je kostel chráněn jako kulturní památka.

## Historie

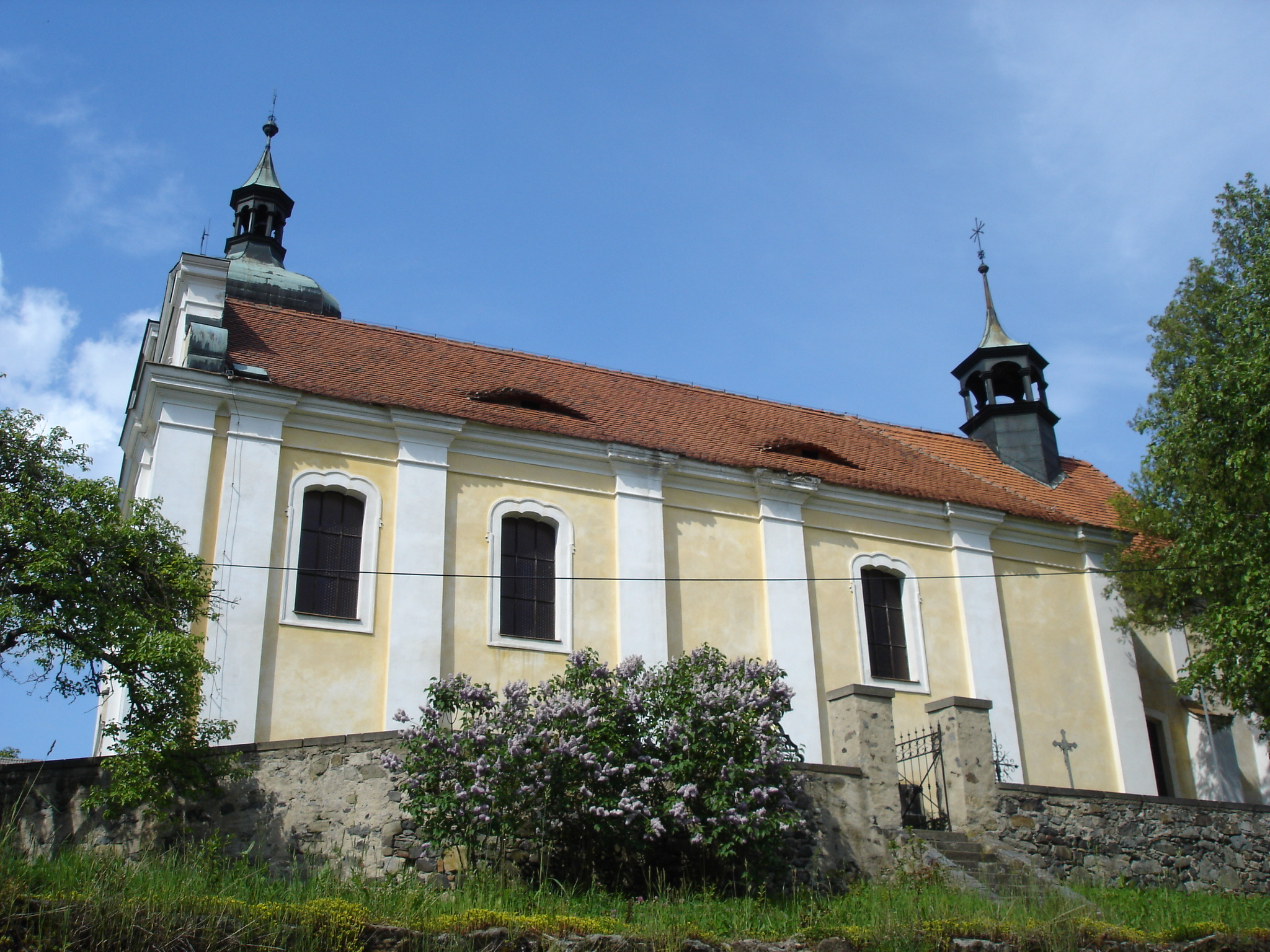
Kostel v Zubrnicích z boku

Kostel byl postaven v roce 1723.

## Architektura
Jedná se o obdélnou stavbu s trojboce uzavřeným presbytářem. Po severní straně má novější hranolovou věž. Po severním boku presbytáře je sakristie. Fasády jsou členěny pilastry. Okna jsou sklenuta stlačeným trojlaločným obloukem. Průčelí kostela má štítový nástavec s volutovými křídly. Věž kostela je krytá cibulovou bání.
Loď i presbytář mají valenou klenbu s lunetami. Kruchta je zděná.

## Zařízení
Zařízení kostela oproti době jeho výstavby novější. Oltářní obraz sv. Máří Magdaleny pochází od F. Kranze z roku 1873. Sousoší Ukřižovaného s Madonou je z období kolem roku 1750. Náhrobek s klečícím andělem nalézající se v kostele je z roku 1873. Jeho autorem je K. Hockauf u Ústí nad Labem.

## Okolí kostela
Na návsi před kostelem stojí na hranolovém bohatě profilovaném soklu s volutovými křídly, znakem a nápisem s chronogramem 1723 socha sv. Jana Nepomuckého.